# Anschluss

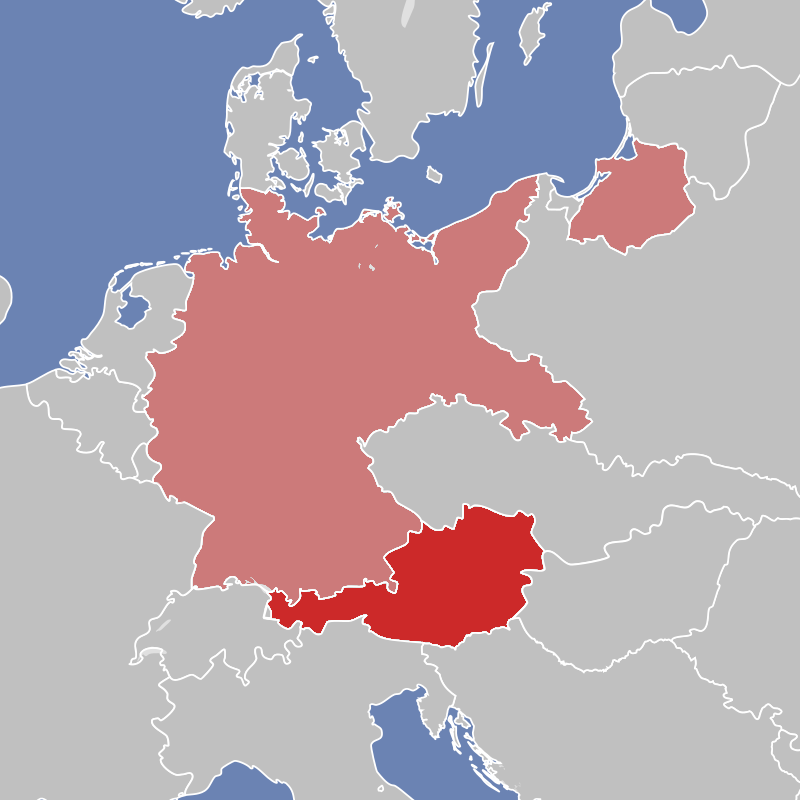
El territorio de Austria y el Reich alemán (12 de marzo de 1938).

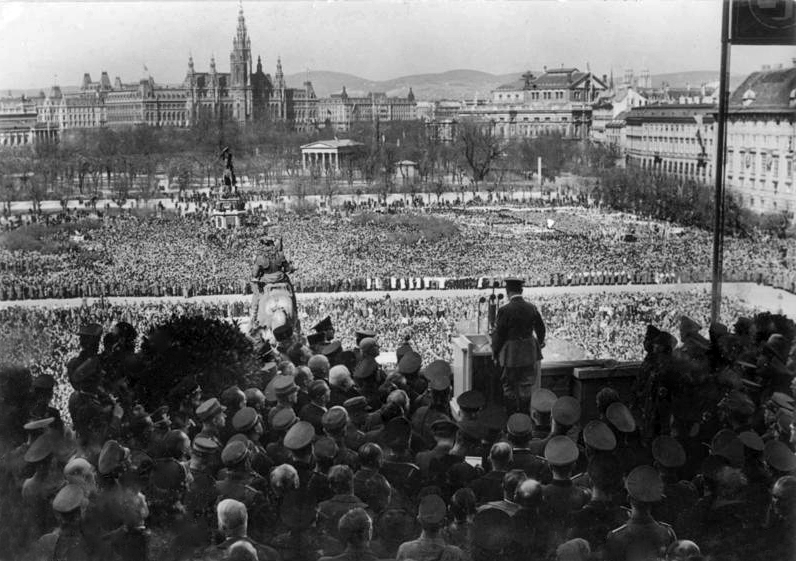
Hitler pronuncia un discurso el 15 de marzo de 1938 desde el balcón del Palacio Imperial de Hofburg en Viena, Austria.

Por Anschluss (palabra alemana para ‘anexión’ en su acepción geopolítica) se conoce en la historiografía moderna a la anexión de Austria por parte de la Alemania nazi en marzo de 1938. El día 12 de ese mes, tropas de la Wehrmacht invadieron el Estado Federal de Austria (conocido como Ständestaat) sin encontrar resistencia, y este se convirtió en una provincia del Reich alemán, llamada Ostmark (antes de convertirse en un gau).
Los sucesos del 12 de marzo de 1938 se enmarcan en los anhelos expansionistas de Adolf Hitler para Alemania. Fueron precedidos por la devolución del Sarre en 1935, tras el plebiscito que puso fin al control de la Sociedad de las Naciones que el Tratado de Versalles le había encomendado por un periodo de quince años a Francia; y seguidos por la crisis de los Sudetes, la ocupación del resto de Checoslovaquia, la creación del Protectorado de Bohemia y Moravia y la invasión de Polonia detonando la Segunda Guerra Mundial.
El término completo usado en alemán es Anschluss Österreichs (‘anexión de Austria’), y puede referirse tanto al acto como al período. Si bien, el término Anschluss por sí mismo se usa también por antonomasia (conforme la gramática alemana, entre comillas para diferenciarlo del vocablo común).

## Antecedentes
La idea de una unión con Alemania había surgido en el siglo XIX, y renació tras la Primera Guerra Mundial, a pesar de que los tratados de paz lo prohibían. La estabilización económica de los años veinte disminuyó el atractivo de la unión de los dos países. La Gran Depresión, sin embargo, volvió a presentar el Anschluss como una posible solución a la crisis. El intento de unión aduanera, empero, fracasó.
El Anschluss fue precedido por un período de creciente presión política sobre Austria, ejercida por Alemania, exigiendo la legalización del partido nazi y, más adelante, su participación en el gobierno. El 13 de septiembre de 1931, la milicia de los socialcristianos intentó en vano tomar el poder por las armas.

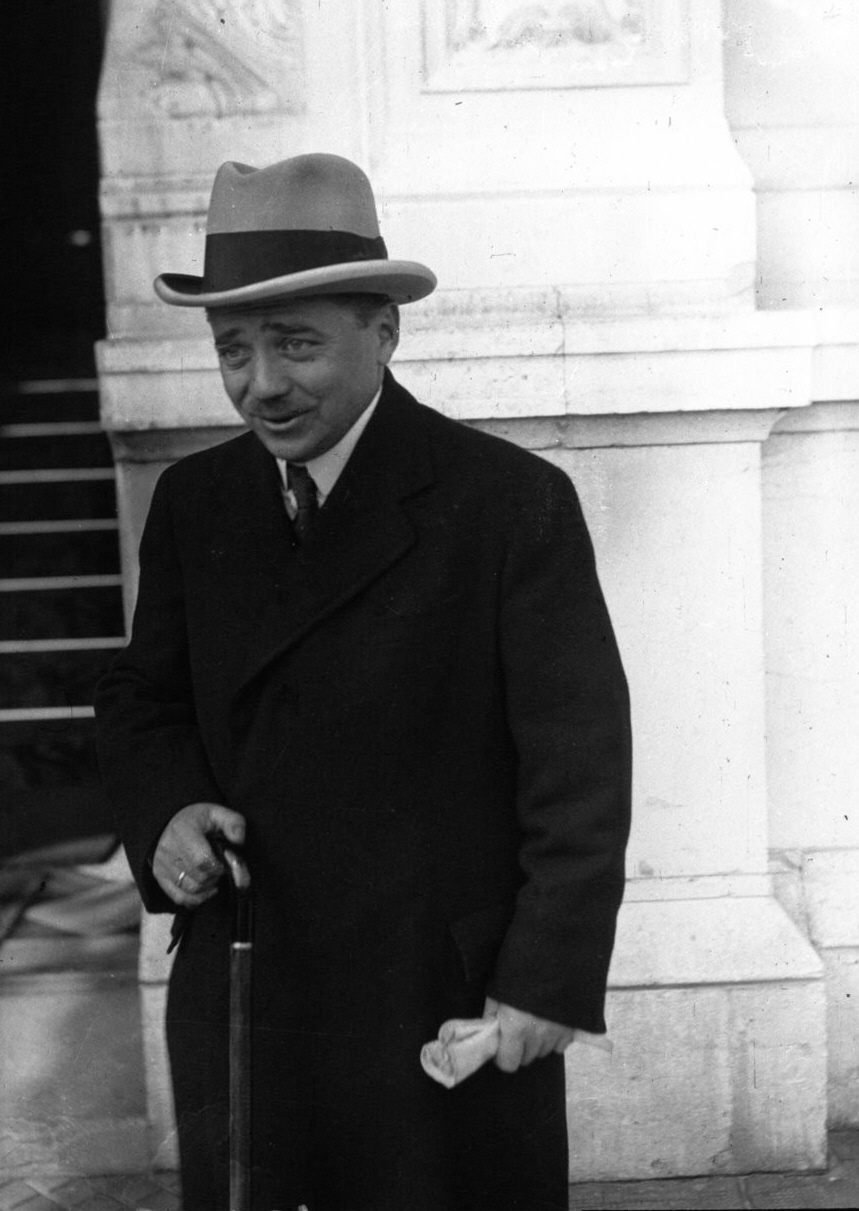
El canciller Dollfuss en Ginebra, 1933.

A pesar de ser el partido más votado en las elecciones de abril de 1932, los nazis no obtuvieron la mayoría absoluta, por lo que pasaron a la oposición. Los nazis austríacos se lanzaron a una estrategia de tensión y recurrieron al terrorismo. El canciller socialcristiano Engelbert Dollfuss decidió en 1933 gobernar por decreto, disolver el Parlamento, el partido comunista, el partido nacionalsocialista y la poderosa milicia socialdemócrata, la Schutzbund. Su régimen adquirió un tinte fascista con preferencia hacia los modelos adoptados previamente por Benito Mussolini y basado en el catolicismo tradicional, por lo cual recibió el nombre de austrofascismo. Dollfuss reprimió a los socialdemócratas que deseaban salvar la democracia que Dollfuss y los nazis ponían en riesgo.
- La dura represión de la policía tras una insurrección socialista en Linz en febrero de 1934 causó entre 1000 y 2000 muertos. Los socialdemócratas se exiliaron. Entretanto, los nazis austríacos se habían reforzado y organizado, exigiendo un fascismo más germánico y subordinado a Alemania. En su afán de tomar el poder lanzaron una fallida revuelta y asesinaron al canciller Dollfuss el 25 de julio de 1934 en el edificio del gobierno en Viena, pero su golpe de Estado fracasó. El Ejército austríaco no se unió a la rebelión, mientras que los seguidores austrofascistas de Dollfuss lograron aislar y reducir a las bandas de nazis armados que intentaron organizarse.

Hitler tuvo conocimiento de que la viuda y los hijos del asesinado Dollfuss se hallaban en ese momento como huéspedes del dictador italiano Benito Mussolini. Precisamente, cuando Mussolini supo lo acontecido a Dollfuss en Viena, el 26 de julio ordenó movilizar tropas italianas en la frontera alpina con Austria, amenazando con intervenir militarmente para sostener a los sucesores de Dollfuss en caso necesario. Hitler no contaba entonces con la Wehrmacht en toda su fuerza ni bajo control total del nazismo, y aún en ese caso tampoco deseaba un conflicto con un régimen ideológicamente tan cercano como la Italia fascista, por lo cual se abstuvo de enviar tropas para apoyar a los nazis austríacos.

## Presión alemana sobre Austria
El nuevo canciller, Kurt Schuschnigg, insistió en proseguir el sistema político de Dollfuss, manteniendo una dictadura nacionalista, fascista e impidiendo toda opción política que propugnase la anexión a Alemania, para lo cual contó con el apoyo tácito de políticos socialistas y católicos, que juzgaron al austrofascismo como un mal mucho menor que el nacionalsocialismo alemán. No obstante, los nazis austríacos habían empezado a organizarse más cuidadosamente para una posible rebelión futura, y eligieron como táctica el terrorismo contra autoridades gubernamentales y contra conocidos militantes «antinazis». Entre agosto de 1934 y marzo de 1938, los atentados nacionalsocialistas mataron a 800 personas.
La situación interna de Austria amenazaba con una guerra civil entre el gobierno y los nazis austríacos, que recibían financiación y armas del Tercer Reich, y que habían logrado captar un alto número de simpatizantes de entre la juventud austríaca que sufría el desempleo provocado por la Gran Depresión de 1929 que aún afectaba a Austria. En este contexto de disturbios sociales, el canciller Kurt Schuschnigg fue convocado a una reunión con Hitler en el «Nido del Águila», en Berchtesgaden, el 12 de febrero de 1938, fecha en que la actividad terrorista nazi en Austria alcanzaba un nivel insoportable para la república alpina. El programa exigido por Hitler era claro: amnistía para los nazis austríacos por los crímenes cometidos, participación de sus miembros en el gobierno, establecimiento de un sistema de colaboración entre la Wehrmacht y el ejército federal austríaco e inclusión de Austria en el área aduanera alemana a cambio de que el Tercer Reich dejara de intervenir en la crisis política austríaca. 
La entrevista Schuschnigg-Hitler resultó tempestuosa; el dictador alemán amenazó al canciller austríaco con propiciar una guerra civil en Austria, con ayuda de los nacionalsocialistas austríacos, si no eran aceptadas todas sus condiciones. Hitler, literalmente, amenazó a Schuschnigg con «transformar Austria en una segunda España» si no se satisfacían sus demandas, para lo cual, el dictador nazi convocó a la sala de reuniones a los jefes militares Wilhelm Keitel, Hugo Sperrle y Walther von Reichenau que, según Hitler, se hallaban allí «por casualidad». Schuschnigg abandonó precipitadamente Berchtesgaden el mismo 12 de febrero junto con el presidente de Austria Wilhelm Miklas, temiendo ambos una invasión por parte de Alemania en cualquier momento.
De vuelta en Viena, el canciller de Austria Kurt Schuschnigg aceptó dar libertad a los nazis austríacos encarcelados, y entregó el Ministerio de Policía al nacionalsocialista Arthur Seyss-Inquart, en un último intento de mantener la independencia de Austria. No obstante, los nazis austríacos no se daban por satisfechos pues, ahora, Schuschnigg se apoyaba en socialistas y católicos para preservar la independencia de Austria, por lo cual, los atentados y sabotajes nazis prosiguieron. Por su parte, Hitler, en su discurso público del día 3 de marzo de 1938, se dirigió a los austríacos como los «10 millones de alemanes que viven fuera de nuestras fronteras», reafirmando así su intención anexionista respecto de Austria.

## La anexión

### Convocatoria del plebiscito
Deseoso de evitar una pérdida paulatina del poder y esperando poder recabar la ayuda europea contra Alemania, el canciller decidió el 1 de marzo llevar a cabo un plebiscito el domingo 13. La pregunta no incluía la aceptación de la anexión alemana, sino que se limitaba a solicitar el apoyo del votante al mantenimiento de una «Austria unida, cristiana, social, independiente, alemana y libre». Los preparativos comenzaron en secreto el día 5 de marzo y Von Schuschnigg comunicó el plan a Seyß-Inquart el 8, encareciéndole que no lo divulgase hasta el día siguiente, cuando tenía pensado anunciarlo oficialmente. Aunque Seyß-Inquart mantuvo su promesa, nacionalsocialistas austríacos que trabajaban en la Administración estatal se enteraron del plan y lo comunicaron a Berlín.
Presionado por los hechos, Von Schuschnigg anunció un referéndum el miércoles 9 de marzo de 1938 para determinar la independencia o la unión con Alemania, para así beneficiarse de la legitimidad popular y mostrar las intenciones expansionistas de Hitler. Respecto al referendo, Schuschnigg, de acuerdo con el presidente Miklas, fijó en 24 años la edad mínima para votar, evitando la participación masiva de jóvenes desempleados que constituían la mayor reserva de militantes nazis de Austria. La fecha de la consulta popular sería el domingo 13 de marzo. Cuando Hitler se enteró de las intenciones de Schuschnigg, se enfureció y ordenó a los nazis austríacos pasar a la acción para evitar que se celebrara tal referéndum. Mientras tanto, en Austria, la noche del 9 de marzo, los nacionalsocialistas exigieron que se abrogara el artículo 88 del Tratado de Saint-Germain-en-Laye que impedía la unión con Alemania para permitir la votación, Hitler enviaba a un representante personal para evitar el plebiscito si no incluía claramente la opción de la anexión con Alemania. No se puso en marcha acción violenta alguna, en espera de que el nuevo ministro de Asuntos Exteriores, Ribbentrop, que se hallaba en Reino Unido, informase sobre la actitud de ésta a una eventual intervención alemana en el país vecino. El día 10 llegó la confirmación de que, si el conflicto se limitaba a las dos naciones, el Reino Unido no intervendría en favor de los austríacos.
Antes de que el referéndum se celebrara, los nacionalsocialistas austríacos lanzaron una ola de ataques violentos contra las entidades gubernamentales, mientras que la policía austríaca (en manos de Seyß-Inquart) fue neutralizada y se le impidió cualquier oposición. Alemania cerró las fronteras y empezó a movilizar sus tropas, mientras que los nazis austríacos se abstenían de repetir el intento de golpe de Estado de cuatro años antes contra Dollfuß: ahora creaban el caos en todo el país con algaradas callejeras y violencias de toda clase (incendios, saqueos, destrucción de oficinas públicas), para generar una situación de caos y provocar una verdadera guerra civil contra socialdemócratas y católicos. Mientras tanto, Hitler decidía la invasión alemana de Austria y discutía con el Estado Mayor de la Wehrmacht los planes necesarios, perfilados apresuradamente a lo largo del día 10.
La mañana del día 11, Seyß-Inquart recibió una carta de Hitler en la que se le informaba de los preparativos militares que se estaban llevando a cabo en la frontera y reclamando la anulación del plebiscito antes del mediodía. Acudió a ver al canciller en la sede del Gobierno y le rogó que aceptase las condiciones de Hitler; como la entrevista se alargó, los nazis otorgaron una prórroga para obtener la respuesta del Gobierno austríaco hasta las dos de la tarde. A las exigencias del canciller alemán, se unieron pronto las del partido nazi en Austria: Von Schuschnigg debía retrasar la votación tres semanas o arriesgarse a que los nacionalsocialistas tomasen el poder por la fuerza.
Los disturbios masivos causados por nazis se sucedieron en Graz, Linz, Innsbruck y Viena a lo largo de los días 10 y 11 de marzo, con la consiguiente represión de tropas austríacas aún leales al gobierno. El plan de Hitler era que el presidente Miklas destituyese a Schuschnigg ante el temor de una guerra civil y que nombrase a Seyß-Inquart como canciller de Austria. Estaba planeado que Seyß-Inquart aprovecharía su nuevo cargo para solicitar ayuda militar a Alemania con el objetivo de poner fin a la crisis interna austríaca, disipando así toda apariencia de invasión alemana.
Al amanecer del viernes 11 de marzo, las juventudes nacionalsocialistas, ahora armadas y disciplinadas, se habían constituido en una milicia que tomaba los edificios gubernamentales por todas las ciudades principales de Austria con apoyo de agentes de la Gestapo infiltrados, inclusive en la misma capital austríaca. Ante la amenaza de una revuelta armada masiva patrocinada por Alemania, el canciller Schuschnigg trataba de buscar apoyo en el Reino Unido o Francia para detener la agresión alemana, pero ninguno de estos gobiernos mostró intención alguna de intervenir. 

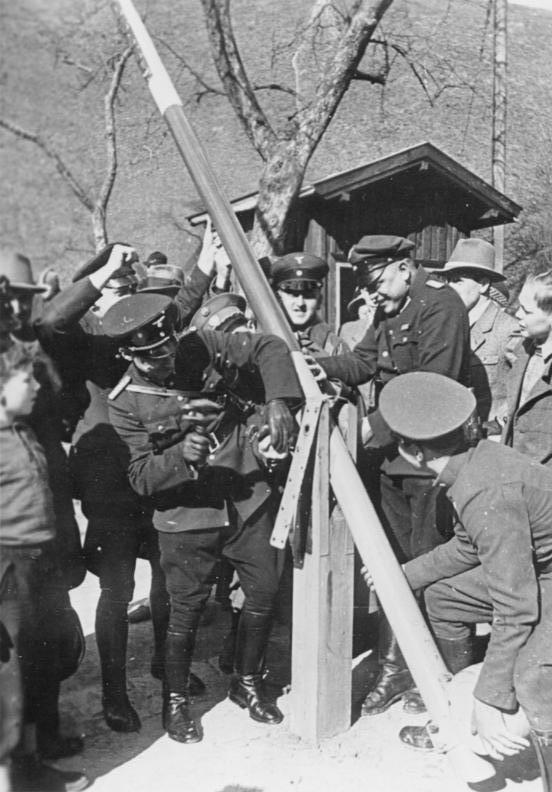
Policías de frontera alemanes y austríacos desmontan conjuntamente un puesto limítrofe el 15 de marzo de 1938.

El presidente Wilhelm Miklas recibió un ultimátum del propio Hitler, a las 12:00 horas del viernes 11 de marzo, exigiéndole que dejara sin efecto el referéndum convocado por Schuschnigg y dándole un plazo de dos horas, que vencía supuestamente a las 13:00 horas, debido a una demora alemana en hacer llegar el mensaje. Miklas discutió la situación con Schuschnigg, pero éste no aceptó dejarlo sin efecto.

### Claudicación austríaca
El Gobierno austríaco se reunió a las dos de la tarde y Von Schuschnigg aceptó anular el plebiscito tras una sesión tormentosa, aunque no convocaría uno nuevo tres semanas después, como reclamaban los nazis austríacos. A las 14:45 horas, Göring telefoneó a Seyss-Inquart para rechazar las concesiones, que tachó de insuficientes; poco después, volvió a llamarlo para indicar que Hitler exigía la renuncia del Gobierno entero. Cuando se le comunicó la nueva condición a Von Schuschnigg a las 15:30 horas, éste presentó la dimisión al presidente.
Al mismo tiempo que se reunía el Consejo de Ministros austríaco, Hitler aprobaba los planes de invasión. Dos horas más tarde, cuando se supo de la aquiescencia de Von Schuschnigg a las exigencias alemanas, se detuvieron los preparativos militares.
No obstante, un nuevo mensaje alteró el curso de los acontecimientos, pues, a las 15:30 horas, Hitler envió otro ultimátum a Miklas exigiendo que se nombrara al nazi austríaco Seyß-Inquart como nuevo canciller. Miklas se negó expresamente y, en las horas que siguieron, se buscó a otro líder político ya que Schuschnigg había renunciado. A las 17:00 horas, dirigentes nazis austríacos volvieron a reclamar la formación de un gabinete con Seyß-Inquart a la cabeza, a las 19:30 horas, amenazando con la invasión a las 20:00 horas, si el presidente seguía negándose a aceptar dichas condiciones. Aunque el agregado militar alemán indicó que, efectivamente, ciento cincuenta mil soldados estaban listos para invadir el país si Miklas no encargaba el Gobierno a Seyß-Inquart, el presidente rechazó altivamente la intimidación. Pese a sus esfuerzos, Miklas no logró que ningún otro líder político o militar austríaco aceptase el cargo de canciller y, a las 17:00 horas, recibió un nuevo mensaje de Hermann Göring: Hitler exigía que la designación de Seyß-Inquart fuera realizada, a más tardar, a las 19:30 horas, lo que coincidía con lo que exigían sus correligionarios austríacos. Anunció, además, la presentación de nuevas condiciones.
A las 18:00 horas, Seyß-Inquart recibió de un enviado de Berlín el texto de un telegrama que debía enviar, anunciando su nombramiento como presidente del Gobierno y solicitando ayuda alemana para acabar con los disturbios, pero se negó a hacerlo, alegando que no era aún presidente y que no existían disturbios que requiriesen la intervención militar alemana. El enviado y Seyß-Inquart acudieron entonces a visitar al presidente, que nuevamente se negó a aceptar a éste como primer ministro. A las 19:00, Von Schuschnigg declaró que iba a anunciar públicamente su dimisión.
Por su parte, Kurt Schuschnigg estaba dispuesto a renunciar a su puesto si fuese necesario para evitar una invasión alemana. Viendo la situación casi perdida, líderes del Frente Patriótico de Dollfuß parten al exilio esa misma tarde. Finalmente Schuschnigg decide tomar la iniciativa y pronuncia un emotivo discurso radiofónico a las 19:47 horas, despidiéndose del pueblo austríaco y presentando su renuncia al cargo de canciller mientras alegaba que «ha hecho todo lo posible por salvaguardar la independencia del país». Schuschnigg termina la alocución con la frase Gott schütze Österreich (en alemán, «Dios proteja a Austria»).
Pese a la renuncia de Schuschnigg, el presidente Miklas aún se niega a legitimar el nombramiento de un nazi como canciller, aun cuando, a las 20:00 horas, las calles de Viena ya están prácticamente dominadas por los nazis austríacos, dedicados a imponer su autoridad por la fuerza y a colgar banderas nazis o decorar con esvásticas la bandera de Austria en los edificios públicos. Mientras los dirigentes nazis austríacos ordenaban a sus seguidores tomar el poder al cumplirse la hora sin que el presidente aceptase sus condiciones, Seyß-Inquart hablaba por teléfono con Göring para informarle de la situación. Éste indicó que iba a ordenar la invasión de Austria y que cualquier resistencia se juzgarían en consejos de guerra.

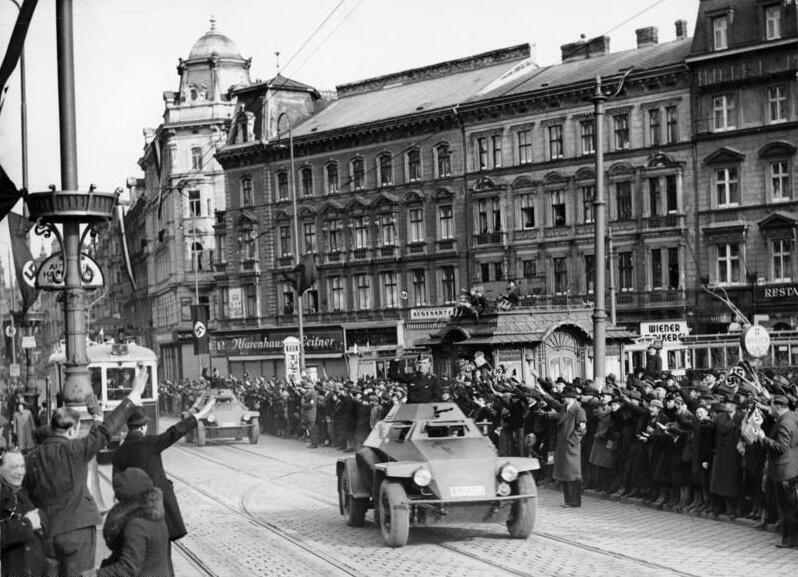
Tropas alemanas entran en Viena el 14 de marzo de 1938

Hitler aceptó ordenar nuevamente la movilización de las fuerzas preparadas para la invasión y emitió la orden necesaria a las 20:45 horas; las tropas debían penetrar en el país vecino la madrugada del día siguiente. Aunque Göring seguía exigiendo que Seyß-Inquart enviase el telegrama que debía justificar la entrada en el país de las tropas alemanas, no lo logró hasta las 21:54 horas. Mientras tanto, Hitler aun dudaba de la reacción de Benito Mussolini ante los hechos, considerando la protección que ya había sido otorgada por la Italia fascista a la Primera República de Austria en 1934 tras el asesinato de Dollfuß, pero, tras la mutua colaboración ítalo-alemana en la conquista de Abisinia y la guerra civil española, el régimen fascista se había alineado definitivamente con el Tercer Reich, además que el propio Galeazzo Ciano -ministro italiano de Asuntos Exteriores- juzgaba en su Diario que para Italia era inviable oponerse a una anexión alemana de Austria, considerando que los austriacos preferirían siempre "ser ocupados por alemanes que por italianos". 
Así, hubo una consulta diplomática del príncipe Phillip von Hesse (embajador alemán en Roma) sobre la opinión política italiana sobre la situación en Austria, a las 22:00 horas del día 11 de marzo. Ante la consulta el ministro italiano Galeazzo Ciano informó que Mussolini no intervendría en los sucesos de Austria. Esta noticia fue conocida de inmediato en Viena y dejó a Miklas y Von Schuschnigg privados de su único gran aliado extranjero mientras, de inmediato, Hitler llamaba por teléfono a su embajador en Roma para que éste expresase el «profundo agradecimiento personal» del Führer hacia el Duce.
Al transcurrir la noche, y sin recibir noticias de Viena sobre la designación de Seyß-Inquart como canciller austríaco, Hitler se enfureció y ordenó a las tropas de la Wehrmacht proceder con la invasión de Austria a las 22:00 horas del día 11 de marzo. También ordena la falsificación de un telegrama supuestamente enviado por Seyß-Inquart desde Viena como nuevo canciller y en donde este jefe nazi pedía ayuda a Hitler para restablecer el orden en Austria. Hitler ya no estaba conforme sólo con la renuncia de Schuschnigg, y había sostenido que Miklas también debería renunciar a su cargo.
A medianoche, Miklas cedió finalmente y aceptó nombrar a Seyß-Inquart como canciller interino, aunque toda medida gubernamental debía ser aprobada por el presidente. Seyß-Inquart solicitó entonces a Berlín que detuviese la invasión, ya que la movilización de las SA y las SS austríacas y la decisión de Miklas y Von Schuschnigg de aceptar todas las condiciones alemanas la hacían innecesaria. Se despertó a Hitler para comunicarle el ruego de Seyß-Inquart, que rechazó.
Mientras tanto, los nacionalsocialistas austríacos seguían su campaña de destrucciones y revueltas contra el gobierno, sembrando el desorden. A la medianoche del día 11 de marzo, los nazis austríacos habían ocupado casi todos los edificios gubernamentales de Viena, arrestando a los líderes políticos «antinazis» que pudieron hallar, contando con la colaboración de policías y reclutas simpatizantes nazis.

### Intervención alemana

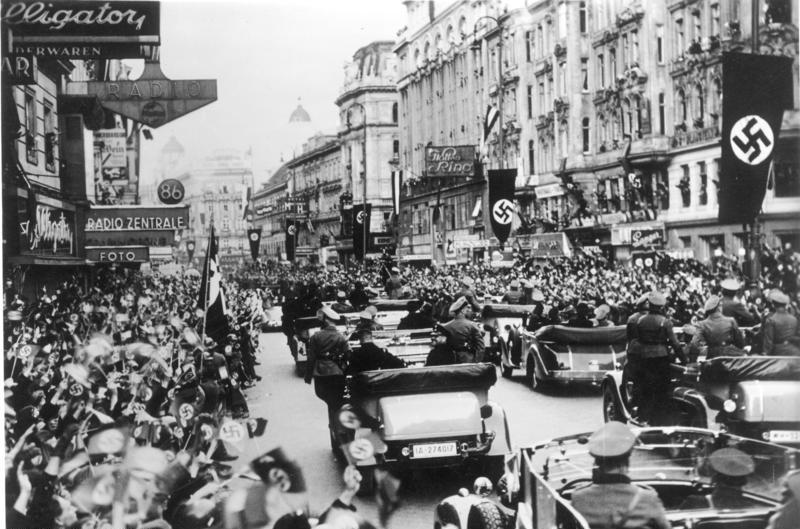
Tropas alemanas entrando en Viena, el martes 15 de marzo de 1938

Las primeras tropas alemanas que cruzaron la frontera austríaca fueron vitoreadas en territorio austríaco. La falta de oposición a la invasión convino a las fuerzas alemanas, que pronto quedaron atrapadas en un gran atasco de tráfico camino de Viena. Como las potencias occidentales tampoco reaccionaron a la acción alemana, el mando militar alemán pudo emplear parte de los trenes destinados a participar en la defensa frente a un posible ataque francés a la invasión.
A las diez de la mañana, el nuevo Ejecutivo austríaco juró la Constitución. Nuevamente, el nuevo canciller solicitó infructuosamente que se detuviese la invasión. Al no conseguirlo, acudió a Linz a encontrarse con Hitler. Solicitó que se permitiese a unidades austríacas entrar en territorio alemán, para dar una apariencia de unión a la invasión, a lo que el mandatario alemán accedió. A mediodía, el nuevo Gobierno austríaco, que ya había rescindido unilateralmente el artículo 88 del tratado de paz que impedía la unión con Alemania, promulgó un decreto que ratificaba la anexión. Al mismo tiempo, las primeras tropas alemanas alcanzaban la capital austríaca. Miklas dimitió y nombró presidente interino al canciller, pero se negó a firmar el decreto de anexión aprobado por este.
En la mañana del 12 de marzo, el presidente Miklas aceptó finalmente designar a Seyss-Inquart como canciller austríaco, pero esta medida resultaba inútil pues al amanecer las tropas de la Wehrmacht alemana ya habían cruzado la frontera, iniciando su invasión. Los nazis austríacos arrestaron a Miklas en el mediodía, con apoyo de agentes de la Gestapo infiltrados en Viena y Arthur Seyss-Inquart tomaba el puesto de canciller en la capital austríaca, dando la bienvenida a las tropas de la Wehrmacht que entraban al país. Al día siguiente, las fuerzas alemanas ocupaban sin resistencia toda Austria, hallando un recibimiento efusivo y favorable que les sorprendió, tanto en localidades pequeñas como en las ciudades más grandes. No obstante, el mal estado de muchos transportes de tropas causó retrasos en el avance de la Wehrmacht, lo cual no dejó de preocupar a los jefes militares alemanes.
Hitler mismo cruzó la frontera austríaca el sábado 12 de marzo a las 16:00, dirigiéndose a Braunau am Inn, su localidad natal, y más tarde a Linz. El recibimiento entusiasta de la población austríaca a las tropas alemanas sorprendió incluso al jerarca nazi Hermann Goering, que llegó a Viena el domingo 13 de marzo para coordinar con Seyss-Inquart los detalles de la toma del poder por los nazis. Hitler llegó a Viena el 14, aclamado por una enorme multitud. La culminación fue la llegada de Hitler a Viena el martes 15 de marzo, declarando la anexión de Austria a Alemania en la Heldenplatz vienesa ante 250 000 simpatizantes.

## Plebiscito

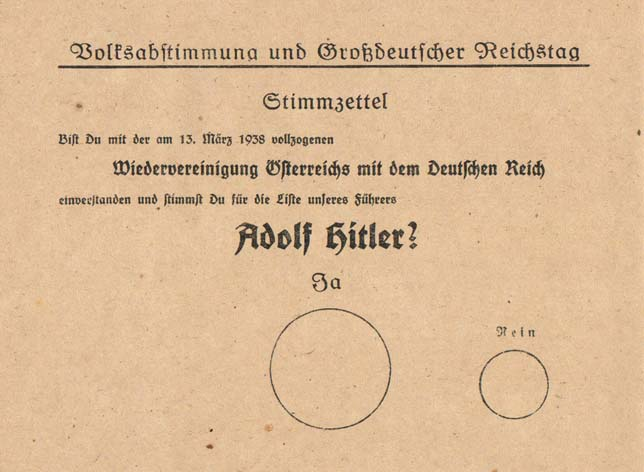
Papeleta en blanco que dice: «¿Estás de acuerdo con la reunificación de Austria con el Imperio Alemán efectuada el 13 de marzo de 1938 y votas en favor de la lista de nuestro Führer Adolf Hitler?». El círculo mayor es para el «sí» y el pequeño para el «no».

Tras la ocupación alemana, se estableció la supresión de la Primera República de Austria, la conversión de Austria (Österreich en alemán, literalmente Imperio Oriental) en la provincia de Ostmark (en alemán Marca Oriental) y la designación de Arthur Seyß-Inquart como gobernador general (aboliendo el puesto de canciller). Hitler, para legitimar los eventos de marzo de 1938, anunció un plebiscito para el 10 de abril de 1938, menos de un mes después de la anexión, que serviría para convalidar el Anschluss.
La unión con Alemania tuvo el apoyo del 99,73 % del electorado. Si bien el resultado no fue manipulado, sí lo había sido todo el proceso electoral. Para empezar, no había voto secreto.[cita requerida]  La papeleta se tenía que rellenar delante de los oficiales de las SS [cita requerida] y entregársela en sus manos, [cita requerida] sin posibilidad de que el elector la introdujera en una urna por sí mismo. [cita requerida] En dicha papeleta aparecía en el centro un círculo muy grande donde poner «sí», y otro más pequeño a la derecha donde poner «no», incitando claramente al voto a favor de la anexión.
Además no hubo campaña posible a favor del «no», pues inmediatamente tras la anexión habían sido detenidas 70 000 personas en pocos días: judíos, socialdemócratas y comunistas, así como toda la cúpula política de la Primera República de Austria, entre los que estaban conocidos líderes políticos como Richard Schmitz, Leopold Figl, Friedrich Hillegeist y Franz Olah. El censo electoral dejó fuera a 400 000 ciudadanos (un 10 % de los votantes potenciales), mayoritariamente izquierdistas y judíos. Cabe destacar que en Innervillgraten, una pequeña población donde la votación no estuvo custodiada por la Wehrmacht, el resultado fue de un 95 % de votos contrarios a la anexión.[cita requerida]

## Consecuencias
Respuesta internacional al Anschluss: los países aliados de la Primera Guerra Mundial solo presentaron protestas diplomáticas, sin tomar acciones concretas que revirtiesen la situación, a pesar de que eran, como establecía específicamente el Tratado de Versalles, los responsables de impedir la unión política entre Austria y Alemania pero, en nombre de la política de apaciguamiento hacia Hitler, ambas potencias declinaron protestar. Reino Unido sostuvo que los eventos del Anschluss eran irreversibles y no hubieran podido impedirse por la fuerza, aun reconociendo que Hitler había violentado el tratado de paz. Francia se expresó en similares términos y, ante la postura británica, se abstuvo de pedir boicot alguno contra Alemania por esta acción. México protestó oficialmente contra el comportamiento de Alemania a través de su representante en la Sociedad de Naciones, Isidro Fabela, con mayor dureza que la expresada por los países europeos.
Dentro de Austria, el Anschluss encontró fuerte resistencia en los opositores al nazismo, pero fue asumido como una situación política inevitable por la mayoría de la población, a cambio de evitar una invasión militar alemana. Los jerarcas religiosos católicos y protestantes pidieron a sus feligreses no oponerse activamente a la nazificación de Austria por temor a desencadenar un conflicto sangriento contra la más poderosa Alemania. El cardenal y arzobispo católico de Viena, Theodor Innitzer, antiguo ministro de Asuntos Sociales del tercer gabinete del canciller Johann Schober, afirmó: «Los católicos vieneses debemos dar gracias al Señor por la forma incruenta en que ha ocurrido este gran cambio político y orar por un gran futuro para Austria. De más está decir que, desde ahora en adelante, todo el mundo debe obedecer las órdenes de las nuevas instituciones».
Robert Kauer, presidente del Consejo de la Iglesia evangélica, envió un telegrama saludando a Hitler en los siguientes términos: «A su llegada a suelo austríaco, le saludo en nombre de los más de 330 000 alemanes evangélicos. Tras una represión que ha resucitado los tiempos más terribles de la Contrarreforma, llega usted como salvador de todos los alemanes, sin diferenciarlos por su fe, tras la dura crisis de estos últimos cinco años. Que Dios bendiga su camino hacia esta tierra alemana, ¡su patria!». Utilizando el mismo argumento, de evitar la violencia inútil los líderes socialistas y nacionalistas pidieron a sus seguidores la aceptación del Anschluss como un hecho consumado y no oponer resistencia activa al régimen nazi. 
Por su parte, los nazis austríacos apoyaron decisivamente la anexión a Alemania y colaboraron eficazmente en la nazificación de Austria y su sociedad. Muchos nazis nativos de Austria, además del propio Hitler, llegaron a ocupar cargos destacados dentro de la jerarquía política del Tercer Reich, como Ernst Kaltenbrunner y Arthur Seyss-Inquart, mientras varios centenares de nazis austríacos engrosaron pronto las filas del Partido Nazi, la Gestapo, y de la propia SS, sin desmerecer en fanatismo y brutalidad a sus compañeros alemanes, como fue el caso de integrantes de la SS como Amon Göth, Franz Stangl, Gustav Wagner, Eduard Roschmann, Aribert Heim o Hanns Albin Rauter, todos ellos nativos de Austria. 
Austria dejó de ser una nación independiente y su territorio quedó dividido en 7 distritos análogos a los Reichsgaue. Sus funcionarios públicos y oficiales del Ejército pasaron a depender de sus pares alemanes, excepto aquellos expulsados de sus puestos por oponerse al nazismo o porque sus cargos resultaban inútiles, en cuanto Austria perdió su independencia. De la misma forma, todas las leyes alemanas, especialmente aquellas que prohibían la oposición política al nazismo, entraron en vigor en Austria, juntamente con el aparato de represión política ya existente en Alemania, encarnado en la Gestapo y la SS. Por su parte, el violento antisemitismo del Tercer Reich fue puesto en práctica de inmediato por todo el territorio austríaco, tanto por nazis locales como por los agentes llegados de Alemania. Las grandes comunidades judías de Viena y Graz fueron prontamente sometidas a la discriminación racial y resultaron aniquiladas años después durante el Holocausto. 
En 1943, los aliados, mediante la Declaración de Moscú, reconocieron a Austria como «la primera víctima del nazismo» y se comprometieron a restablecer su independencia nacional, declarando nulo y sin valor el Anschluss. No obstante, los firmantes de la declaración también advirtieron de que el nacionalsocialismo austríaco y sus adherentes asumían plenamente la culpabilidad que les correspondiera por participar en crímenes de guerra, en la misma proporción que el Tercer Reich.

## Situación después de 1945
Austria entró a formar parte del III Reich desde marzo de 1938 hasta el final de la Segunda Guerra Mundial, cuando el gobierno interino austríaco declaró el Anschluss null und nichtig («nulo e inválido») el 27 de abril de 1945, estableciendo la Segunda República Austríaca. Los vencedores de la guerra Zonas de ocupación aliada en Austria mantuvieron Austria bajo ocupación militar durante varios años, aunque tratándola siempre como un país distinto de Alemania, sin ejecutar ninguna división del país, y admitiendo la existencia de un gobierno civil nativo desde el primer momento (situaciones que no sucedieron en Alemania). No se restituyó la plena soberanía austríaca, sino tras difíciles negociaciones entre la URSS y los EE. UU., hasta la firma en Viena, el día 15 de mayo de 1955, del Tratado para el Restablecimiento de Austria Independiente y Democrática y se publicaba una declaración de neutralidad del país ese mismo año, fijando que Austria quedaba impedida de unirse a la OTAN o al Pacto de Varsovia.
El 27 de abril de 1945, cuando la Wehrmacht había sido expulsada de casi todo el territorio austríaco, se instauró un «gobierno provisional austríaco» en Viena, que fue reconocido por los Aliados y la URSS prontamente, en tanto el nuevo régimen político estaba formado por líderes políticos opuestos al nazismo desde antes de los sucesos de 1938, como el estadista Karl Renner. 
Al terminar la Segunda Guerra Mundial, pese a que se había reconocido a Austria como «víctima de la agresión nazi», fue preciso iniciar allí un proceso de desnazificación similar al de Alemania, al ser evidente que, antes y después del Anschluss, existía una gran masa de varios miles de nazis austríacos que habían colaborado de forma voluntaria y entusiasta con el Tercer Reich. 
Hasta la fecha, es motivo de polémica histórica en la sociedad austríaca determinar la cantidad real de simpatizantes nacionalsocialistas que existían en Austria en el momento del Anschluss, así como el nivel de apoyo popular que tuvo la agresión alemana. En 1998, el gobierno austríaco formó una «Comisión Histórica» (Historikerkomission) con el fin de evaluar la responsabilidad de Austria por las expropiaciones contra los judíos desde un punto de vista académico antes que legal. Ello no ha impedido las críticas de historiadores como Raul Hilberg o Norman Finkelstein contra las actitudes «evasivas» de los sucesivos gobiernos de Austria ante la responsabilidad de nazis austríacos en el Holocausto.

## En la cultura popular

### Literatura y cinematografía
- The Sound of Music («Sonrisas y lágrimas» o «La novicia rebelde» en castellano), película ambientada en los años previos a la Segunda Guerra Mundial, en el momento de la anexión de Austria al Tercer Reich.
- El gran dictador, película de Charles Chaplin que recrea la invasión de «Osterlich» por «Tomania».
- El cetro de Ottokar, aventura de Tintín que contiene el relato inventado de la invasión de «Syldavia» por parte de su vecina «Borduria» basada en el Anschluss.
- El orden del día, novela de Éric Vuillard ganadora del premio Goncourt en 2017 que trata sobre diversos hechos previos y posteriores al Anschluss.